# Svarta
Svarta är en by i Hedesunda socken, Gävle kommun inte långt från sockenkyrkan i Hedesunda församling. Den omnämns skriftligt första gången år 1401 då det vid ett ting i Svarta gjordes en rågångsjustering. Brevet, det s.k. Svarta-brevet, som hittats i Svarta bykista är undertecknat av ett antal s.k. fastar från andra byar i Hedesunda. Bynamnet anses komma från det mörka myrvatten som rinner förbi Svarta i Svartaån som är nedre delen av Rångstaån.